# Carcharhinus signatus
El tiburón de noche (Carcharhinus signatus) es una especie de elasmobranquio carcarriniforme de la familia Carcharhinidae .

## Morfología
Los machos pueden alcanzar los  280 cm de longitud.

## Distribución geogràfica
Se puede encontrar hasta los 600 m de profundidad y en aguas con una temperatura entre 11 y 16 grados. Se encuentra en el océano Atlántico occidental (desde Delaware hasta Florida, las Bahamas y Cuba. También en Brasil, Argentina), en el océano Atlántico oriental (desde Senegal hasta la Costa de marfil, Ghana, Camerún, República Democrática del Congo, Angola y norte de Namibia).